# Борисевич, Анжелика Ивановна
Анжели́ка Ива́новна Борисе́вич (бел. Анжаліка Іванаўна Барысевіч; род. 20 июля 1995, Гродно) — белорусская волейболистка, центральная блокирующая, мастер спорта международного класса.

## Биография
Анжелика Борисевич начинала заниматься волейболом в гродненской областной СДЮШОР. С 2009 года выступала в высшей лиге чемпионата Беларуси за «Неман»-ГрГУ, в 2010—2012 годах — за юниорскую и молодёжную сборные страны. 7 сентября 2012 года дебютировала в национальной сборной в матче второго раунда отборочного турнира чемпионата Европы против команды Финляндии.
В сезоне-2012/13 в составе «Немана» стала чемпионкой Беларуси. Регулярное первенство её команда завершила на втором месте, лишь на очко отстав от барановичского «Атланта», но в финальной серии с результатом 3—1 оказалась сильнее именитого соперника и впервые в своей истории завоевала чемпионский титул.
В мае — июне 2013 года Анжелика Борисевич провела первые матчи в стартовом составе белорусской сборной, которая в Могилёве и Попраде успешно справилась с задачей по выходу в решающий этап отбора на чемпионат мира-2014 и выиграла путёвку на чемпионат Европы-2013. В основной шестёрке команды Виктора Гончарова 17-летняя блокирующая фактически заменила недавно принявшую российское гражданство Елену Юрьеву. В июне того же года Борисевич, отметившись высокой результативностью, стала бронзовым призёром международного турнира на призы президента Казахстана Нурсултана Назарбаева, а в сентябре выступила на чемпионате Европы, став второй по количеству набранных очков в сборной Беларуси после Анастасии Гарелик.
В ноябре 2013 года Анжелика Борисевич выиграла Кубок Беларуси, а после завершения сезона-2013/14 вместе с Анастасией Кононович и Екатериной Силантьевой перешла из гродненского «Немана» в столичную «Минчанку». В сентябре 2015 года выступала на чемпионате Европы, где белорусская команда, как и на предыдущем Евро, дошла до первого раунда плей-офф. В сезоне-2015/16 выиграла с «Минчанкой» золото чемпионата Беларуси.
Летом 2016 года после завершения Евролиги Анжелика Борисевич заболела менингитом. Восстановление после болезни, длившееся почти год, проходила в Гродно. В конце клубного сезона-2016/17 полноценно вернулась в волейбол и в составе гродненского «Коммунальника» стала бронзовым призёром чемпионата страны. В июне 2017 года вновь перешла в «Минчанку».
На чемпионате Европы-2017 в Грузии и Азербайджане сборная Беларуси под руководством Петра Хилько пробилась в четвертьфинал, а Борисевич стала самым результативным игроком своей команды, набрав в 5 матчах 61 очко (46 в атаке, 13 на блоке и 2 с подачи).
В сезоне-2017/18 Анжелика Борисевич была признана лучшей блокирующей Кубка и чемпионата Беларуси. Не потерпев за сезон ни одного поражения на внутренней арене, её «Минчанка» блестяще выступила и в международных матчах, выиграв серебряные награды Кубка Европейской конфедерации волейбола.
В июне 2018 года подписала контракт с клубом «Кьери ’76» — дебютантом итальянской Серии A1. В феврале 2019 года получила травму колена, после чего перенесла операцию. В сентябре того же года вернулась в «Минчанку», где из-за длительного периода восстановления играла нерегулярно. В декабре 2020 года в матче 1/8 финала Кубка ЕКВ в Будапеште получила разрыв крестообразных связок и вновь была прооперирована.

## Достижения
- Чемпионка Беларуси (2012/13, 2015/16, 2017/18, 2019/20), серебряный (2014/15) и бронзовый (2016/17) призёр чемпионата Беларуси.
- Обладательница Кубка Беларуси (2013, 2017, 2019), финалистка Кубка Беларуси (2011 (декабрь), 2015).
- Серебряный призёр Кубка Европейской конфедерации волейбола (2017/18).
- Чемпионка Республиканской универсиады (2014)[8].
- В составе сборной Беларуси — участница финальных турниров чемпионатов Европы (2013, 2015 и 2017), Евролиги (2016, 2018).

Индивидуальные призы
- Лучшая блокирующая Кубка Беларуси (2013, 2015, 2017).
- Лучшая блокирующая чемпионата Беларуси (2017/18).

## Личная жизнь
Анжелика Борисевич окончила юридический факультет Гродненского государственного университета имени Янки Купалы.